# Malabuka River
Malabuka River ist ein Fluss an der Südküste von Dominica im Parish Saint Patrick.

## Geographie
Der Malabuka River entspringt mit zwei Quellbächen am Südhang von Foundland. Nahegelegene Quellen gehören zu Quellbächen des Ravine Cacao (W) und Savane River (O). Einer der Quellbäche ist die Ravine Separee (Ravine Séperte). Nach steilem Lauf tritt der Bach ins Tiefland ein und verläuft stetig nach Süden, wo er Bagatelle Estate passiert und durch Fond St. Jean verläuft und in der Nähe des Carib Point in den Atlantik mündet.
Der nächste benachbarte Fluss im Westen ist die Ravine S'Amandes, östlich verlaufen an den Ausläufern des Fabre Hills die kleinen Bäche Ravine Caca und Ravine Fabre.